# Юдіна (Пишминський міський округ)
Ю́діна (рос. Юдина) — присілок у складі Пишминського міського округу Свердловської області.
Населення — 205 осіб (2010, 206 у 2002).
Національний склад станом на 2002 рік: росіяни — 99 %.